# Deca (supermercado)
Supermercados Deca fue una cadena chilena de supermercados, fundada por la familia Rendic en el norte de dicho país.

## Historia
En el siglo XX a fines de la década de los 10, Juan Rendic Razmilic, de origen croata (isla Brač), se instaló en un pequeño almacén en Antofagasta. Años más tarde, su primogénito, Gerónimo Rendic, instaló su negocio en la ciudad de La Serena, donde actualmente se ubica La Recova de dicha ciudad.
En 1962 se inauguró el primer supermercado del Norte de Chile. La marca Deca nació en 1982. Rendic tenía locales en el centro de La Serena, Peñuelas, centro de Coquimbo, Sindempart y Pan de Azúcar. En el sector de Sindempart, Coquimbo poseía un local de menor tamaño llamado Supermercado Rendic, que con el paso del tiempo se convirtió en Deca Express. En 2000 la marca Rendic desapareció y todos los supermercados adquirieron el nombre Deca.
En 2004, Deca adquirió los Supermercados Atacama en la Región de Atacama y en noviembre de 2007 se instaló en 5 localidades en la Región de Valparaíso mediante la adquisición de Supermercados Cordillera. Un año más tarde -2008-, se fusionó con Unimarc y en marzo de 2009 se unificó la marca quedando así con todos sus locales con dicho nombre.

### Fusión con SMU

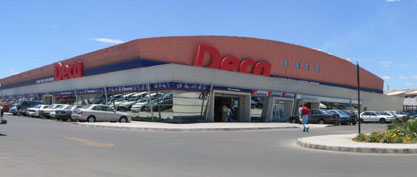
Sucursal Los Álamos.

El 2 de noviembre de 2007, las familias Saieh y Rendic acordaron fusionar las cadenas Unimarc y Deca. La nueva compañía pasó a ser controlada por la familia Saieh con 2/3 de la propiedad, mientras que los Rendic tendrían la diferencia. Juntos se convirtieron el tercer actor del mercado, tras Walmart Chile, que tiene el 33%, y Cencosud, que maneja el 29%. Antes de la fusión, su último organigrama estaba constituido de la siguiente manera: Gerente General: Yerko Rendic; Gerente Comercial: Harald Rosenqvist; Gerente de Operaciones: Juan Rendic Razmilic; Gerente de Logística: Giancarlo Alliendes; Gerente de Recursos Humanos: Cristián Alonso; y Gerente de Servicio al Cliente: Paulina Rendic. 
Luego de la fusión, los remanentes de Deca pasaron al naciente holding SMU y pasaron a operar con la marca Unimarc.